# Chamaepsila nigricornis
Chamaepsila nigricornis är en tvåvingeart som först beskrevs av Johann Wilhelm Meigen 1826.  Chamaepsila nigricornis ingår i släktet Chamaepsila, och familjen rotflugor. Arten är reproducerande i Sverige.